# Họ Chè
Họ Chè (danh pháp khoa học: Theaceae, đồng nghĩa: Camelliaceae, Gordoniaceae) là một họ thực vật có hoa, bao gồm các loại cây bụi và cây gỗ. Họ Chè là một phần của bộ Thạch nam (Ericales), trong nhánh thực vật hai lá mầm mà APG II gọi là asterids (nhánh Cúc). Một số nhà thực vật học đưa họ Chè vào trong họ Ternstroemiaceae nhưng các nhà thực vật học khác thì không. Danh pháp khoa học của họ này bắt nguồn từ phân chi Thea của chi Camellia.
Phần lớn các chi có nguồn gốc từ miền đông châu Á, từ Malesia về phía bắc tới Nhật Bản, với một vài chi có ở Nam và Trung Mỹ. Hai chi Franklinia và Gordonia cũng có các loài có nguồn gốc đông nam Hoa Kỳ, với Franklinia là đặc hữu ở đây.

## Đặc điểm
Họ này có thể nhận biết được nhờ các lá có khía răng cưa, thường là dày và bóng mặt, thiếu lá kèm. Các lá này thường chuyển sang màu đỏ trước khi rụng. Các loài trong họ thường hay có các cương bào (thạch bào) có thể nhìn thấy như là các điểm nhỏ, chẳng hạn trong phiến lá. Hoa kích thước từ trung bình tới lớn và các lá bắc con, đài và tràng hoa thông thường trong một vòng xoắn, không tách biệt rõ ràng khỏi nhau. Các nhị hoa có nhiều chỉ nhị dài còn các bao phấn thì ngắn và đính lưng. Quả thường là dạng quả nang với trụ lõi còn hạt thường bẹt và có các phôi mầm thẳng. Các lá mầm có 3 hoặc nhiều hơn dấu vết từ một lỗ hổng.
Phần lớn các loài là cây thường xanh, nhưng hai chi Stewartia và Franklinia là cây sớm rụng lá.
Chi được biết đến nhiều nhất là chi Trà (Camellia), nó bao gồm loài cây mà lá của nó được dùng để sản xuất chè (trà) là cây chè (Camellia sinensis) cũng như một vài loài khác được trồng làm cây cảnh nhờ có hoa/lá đẹp.

## Phân loại
Các tài liệu viết về họ Chè không thống nhất với nhau về số lượng chi/loài. Chẳng hạn L. Watson và M.J. Dallwitz liệt kê 18 chi với khoảng 500 loài nhưng APG II chỉ liệt kê 7-11 chi với 195-460 loài. Các chi liệt kê trong hộp thông tin bên phải là theo APG II, trong đó hai chi Laplacea và
Polyspora được tách ra từ chi Gordonia. Các chi khác mà L. Watson và M.J. Dallwitz liệt kê được APG II chuyển sang họ Pentaphylacaceae bao gồm Adinandra, Anneslea, Archboldiodendron, Balthasaria, Cleyera, Eurya, Freziera, Symplocarpon, Ternstroemia, Visnea còn chi Ficalhoa vào trong họ Sladeniaceae.
Họ Chè nghĩa hẹp (sensu stricto) có thể là nhóm chị em với họ Symplocacaeae, nhánh này vì thế lại là chị em với Styracaceae và Diapensiaceae, và cả nhóm ba họ trên lại có quan hệ chị em với nhánh chứa các họ Actinidiaceae, Roridulaceae, Sarraceniaceae và nhánh chứa họ Clethraceae (Geuten và ctv. 2004).
Họ Chè nghĩa rộng (sensu lato) trong quá khứ gắn liền với họ Asteropeiaceae (chẳng hạn Takhtajan, 1997). Xem bài Lecythidaceae. Các họ Pentaphylacaceae, Sladeniaceae và Pellicieraceae trước đây thuộc họ Chè, nhưng APG II tách chúng ra thành các họ riêng. Họ Pentaphylacaceae, thường hay được công nhận là họ đơn loài (như APG 1998) thì APG II mở rộng để chứa cả họ Ternstroemiaceae, cũng là một phần của họ Chè cũ.
Các giới hạn bộ gen trong họ Chè là khó khăn, và các quan hệ trong và ngoài họ vẫn chưa được tìm hiểu kỹ càng. Phân tích gần đây với hai gen lạp lục do Parks và Prince (2001) tiến hành cho thấy họ này có thể chia thành ba nhánh chính và Polyspora cùng Laplacea nên được tách ra từ Gordonia. Dưới đây là khuyến nghị của APG II trong việc chia nhỏ họ này.
- Theeae (Szyszylowicz): Các cuống nhỏ nhiều lá bắc; quả nang với trụ lõi; hạt có cánh hoặc không. Phân bố tại Đông Nam Á, Malesia, nhiệt đới châu Mỹ. Bao gồm 5 chi:
  - Apterosperma
  - Camellia (bao gồm cả Camelliastrum, Dankia, Glyptocarpa, Parapiquetia, Piquetia, Stereocarpus, Theopsis, Yunnanea)
  - Laplacea (tách ra từ Gordonia s. l)
  - Polyspora (các loài Đông Á tách ra từ Gordonia s. l)
  - Pyrenaria (bao gồm cả Parapyrenia, Sinopyrenia, Tutcheria)
- Gordonieae (de Candolle): Các cuống nhỏ hai lá bắc; quả nang có trụ lõi, nẻ cắt vách; hạt có cánh ở đỉnh (không có ở chi Franklinia). Phân bố Đông Nam Á, Tây Malesia, đông nam Hoa Kỳ. Bao gồm 3 chi là:
  - Franklinia
  - Gordonia s.s (trừ đi các loài thuộc chi Laplacea và các loài Đông Á chuyển sang chi Polyspora)
  - Schima.
- Stewartieae (Choisy): Các cuống nhỏ hai lá bắc; quả nang không có trụ lõi; hạt có cánh hẹp hoặc không. Phân bố Đông Á, miền đông Bắc Mỹ. Bao gồm 1 chi
  - Stewartia (bao gồm cả Hartia).